# Joseph L. Mankiewicz
Joseph Leo Mankiewicz (11. února 1909, Wilkes-Barre, Pensylvánie – 5. února 1993, Bedford, New York) byl americký filmový režisér, scenárista a producent židovského původu. 
Čtyřikrát získal Oscara. Dvě sošky získal za režii snímků Dopis třem manželkám (1949) a Vše o Evě (1950) a další dvě za scénář k nim. Režíroval také známý velkofilm Kleopatra (1963), s Elisabeth Taylorovou a Richardem Burtonem v hlavních rolích. Napsal 48 hollywoodských scénářů. Jako režisér pracoval povětšinou pro 20th Century Fox.
Studoval na Kolumbijské univerzitě v New Yorku a na Univerzitě v Berlíně. V meziválečném Berlíně se živil jako novinář, byl zahraničním korespondentem deníku Chicago Tribune a také pracoval pro UFA (psal anglické titulky k německým filmům).
Jeho bratr Herman J. rovněž jednou získal Oscara, a to za spoluautorství scénáře k filmu Občan Kane. Jeho syn Tom byl rovněž scenáristou, napsal scénář k několika bondovkám či k Supermanovi (1978).